# Soul2Soul: The World Tour
Soul2Soul: The World Tour – trzecia trasa koncertowa piosenkarzy muzyki country: Tima McGrawa i Faith Hill, która odbyła się na przełomie 2017 i 2018 r.

## Program koncertów
Nie na wszystkich koncertach trasy setlista była identyczna.
McGraw i Hill:
1. „I Knew You Here Waiting (For Me)” (cover Arethy Franklin i George’a Michaela)

Mc Graw:
1. „Felt Good on My Lips"

Hill:
1. „The Lucky One"

McGraw:
1. „I Like It, I Love It"

McGraw i Hill:
1. „Like We Never Loaded At All”
2. „Break First”
3. „Telluride”
4. „Devil Calling Me Back"

Hill:
1. „Free”
2. „This Kiss”
3. „Breathe”
4. „Wild One”
5. „Stronger”
6. „Piece of My Heart"

McGraw i Hill:
1. „Angry All The Time"

McGraw:
1. „One Of These Nights”
2. „Real Good Man”
3. „Shotgun Rider”
4. „Humble and Kind”
5. „Live Like You Were Dying"

McGraw i Hill:
1. „Speak to a Girl”
2. „It's Your Love"

Hill:
1. „Mississipi Girl"

McGraw:
1. „Something Like That”

McGraw i Hill:
1. „I Need You"

## Lista koncertów
1. 7 kwietnia 2017 – Nowy Orlean, Luizjana, USA – Smoothie King Center
2. 9 kwietnia 2017 – Tupelo, Missisipi, USA – Bancorpsouth Arena
3. 20 kwietnia 2017 – Charleston, Karolina Północna, USA – North Charleston Coliseum
4. 21 kwietnia 2017 – Birmingham, Alabama, USA – Legacy Arena
5. 23 kwietnia 2017 – Atlanta, Georgia, USA – Phillips Arena
6. 27 kwietnia 2017 – St. Louis, Missouri, USA – Scottrade Center
7. 28 kwietnia 2017 – Louisville, Kentucky, USA – KFC! Yum Center
8. 29 kwietnia 2017 – Indianapolis, Indiana, USA – Bankers Life Fieldhouse
9. 4 maja 2017 – Newark, New Jersey, USA – Prudential Center
10. 5 maja 2017 – Uncasville, Connecticut, USA – Mohegan Sun Arena
11. 6 maja 2017 – Uncasville, Connecticut, USA – Mohegan Sun Arena
12. 11 maja 2017 – Tulsa, Oklahoma, USA – BOK Center
13. 12 maja 2017 – Lincoln, Nebraska, USA – Pinnacle Bank Arena
14. 13 maja 2017 – Oklahoma City, Oklahoma, USA – Chesapeake Energy Arena
15. 18 maja 2017 – Spokane, Waszyngton, USA – Spokane Veterans Memorial Arena
16. 19 maja 2017 – Bozeman, Montana, USA – Brick Breeden Fieldhouse
17. 20 maja 2017 – Bozeman, Montana, USA – Brick Breeden Fieldhouse
18. 25 maja 2017 – Boise, Idaho, USA – Taco Bell Arena
19. 26 maja 2017 – Portland, Oregon, USA – Moda Center
20. 27 maja 2017 – Tacoma, Waszyngton, USA – Tacoma Dome
21. 31 maja 2017 – Vancouver, Kanada – Rogers Arena
22. 2 czerwca 2017 – Calgary, Kanada – Scotiabank Saddledome
23. 3 czerwca 2017 – Edmonton, Kanada – Rogers Place
24. 4 czerwca 2017 – Saskatoon, Kanada – SaskTel Centre
25. 7 czerwca 2017 – Winnipeg, Kanada – MTS Centre
26. 9 czerwca 2017 – Sioux Falls, Dakota Południowa, USA – Denny Sanford Premier Centre
27. 10 czerwca 2017 – Des Moines, Iowa, USA – Wells Fargo Arena
28. 15 czerwca 2017 – Grand Rapids, Michigan, USA – Van Andel Arena
29. 16 czerwca 2017 – Milwaukee, Wisconsin, USA – BMO Harris Bradley Center
30. 17 czerwca 2017 – Moline, Illinois, USA – iWireless Center
31. 22 czerwca 2017 – Ottawa, Kanada – Canadian Tire Centre
32. 23 czerwca 2017 – Toronto, Kanada – Air Canada Centre
33. 24 czerwca 2017 – Toronto, Kanada – Air Canada Centre
34. 7 lipca 2017 – Boston, Massachusetts, USA – TD Garden
35. 8 lipca 2017 – Boston, Massachusetts, USA – TD Garden
36. 13 lipca 2017 – Las Vegas, Nevada, USA – T-Mobile Arena
37. 14 lipca 2017 – Los Angeles – Staples Center
38. 15 lipca 2017 – Los Angeles, Kalifornia, USA – Staples Center
39. 21 lipca 2017 – Glendale, Arizona, USA – Gila River Arena
40. 22 lipca 2017 – Ontario, Kalifornia, USA – Citizens Business Bank Arena
41. 23 lipca 2017 – San Diego, Kalifornia, USA – Valley View Casino Center
42. 28 lipca 2017 – Sacramento, Kalifornia, USA – Golden 1 Center
43. 29 lipca 2017 – San Jose, Kalifornia, USA – SAP Center
44. 31 lipca 2017 – Denver, Kolorado, USA – Pepsi Center
45. 1 sierpnia 2017 – Denver, Kolorado, USA – Pepsi Center
46. 3 sierpnia 2017 – North Little Rock, Arizona, USA – Verizon Arena
47. 4 sierpnia 2017 – Nashville, Tennessee, USA – Bridgestone Arena
48. 5 sierpnia 2017 – Nashville, Tennessee, USA – Bridgestone Arena
49. 17 sierpnia 2017 – Cleveland, Ohio, USA – Quicken Loans Arena
50. 18 sierpnia 2017 – Filadelfia, Pensylwania, USA – Wells Fargo Center
51. 19 sierpnia 2017 – Albany, Nowy Jork – Times Union Center
52. 24 sierpnia 2017 – Fargo, Dakota Północna, USA – Fargodome
53. 25 sierpnia 2017 – Saint Paul, Minnesota, USA – Xcel Energy Center
54. 26 sierpnia 2017 – Saint Paul, Minnesota, USA – Xcel Energy Center
55. 31 sierpnia 2017 – Rosemont, Illinois, USA – Allstate Arena
56. 1 września 2017 – Rosemont, Illinois, USA – Allstate Arena
57. 2 września 2017 – Cincinnati, Ohio, USA – U. S. Bank Arena
58. 7 września 2017 – Columbus, Ohio, USA – Nationwide Arena
59. 8 września 2017 – Auburn Hills, Michigan, USA – The Palace of Auburn Hills
60. 9 września 2017 – Fort Wayne, Indiana, USA – Allen County War Memorial Coliseum
61. 14 września 2017 – Knoxville, Tennessee, USA – Thompson-Bolling Arena
62. 15 września 2017 – Greenville, Karolina Południowa, USA – Bon Secour Wellness Arena
63. 16 września 2017 – Jacksonville, Floryda, USA – Jacksonville Veterans Memorial Arena
64. 21 września 2017 – Wichita, Kansas, USA – Intrust Bank Arena
65. 22 września 2017 – Omaha, Nebraska, USA – CenturyLink Center Omaha
66. 23 września 2017 – Fresno, Kalifornia, USA – Save Mart Center
67. 27 września 2017 – Salt Lake City, Utah, USA – Vivint Smart Home Arena
68. 29 września 2017 – Fresno, Kalifornia, USA – Save Mart Center
69. 30 września 2017 – Bakersfield, Kalifornia, USA – Rabobank Arena
70. 5 października 2017 – San Antonio, Kalifornia, USA – AT&T Center
71. 12 października 2017 – Pittsburgh, Pensylwania, USA – PPG Paints Arena
72. 13 października 2017 – Waszyngton, USA – Capital One Arena
73. 14 października 2017 – Greensboro, Karolina Północna, USA – Greensboro Coliseum
74. 19 października 2017 – Sunrise, Floryda, USA – BB&T Center
75. 20 października 2017 – Tampa, Floryda, USA – Amalie Arena
76. 21 października 2017 – Orlando, Floryda, USA – Amway Center
77. 26 października 2017 – Buffalo, Nowy Jork – KeyBank Center
78. 27 października 2017 – Brooklyn, Nowy Jork, Nowy Jork, USA – Barclays Center
79. 9 marca 2018 – Londyn – The O2 Arena (Festiwal C2C:Country to Country)
80. 10 marca 2018 – Glasgow, Szkocja – SSE Hydro (Festiwal C2C: Country to Country
81. 11 marca 2018 – Dublin, Irlandia – 3Arena (Festiwal C2C: Country to Country)
82. 31 maja 2018 – Richmond, Wirginia, USA – Richmond Coliseum
83. 1 czerwca 2018 – Charleston, Wirginia Zachodnia, USA – Charleston Civic Center
84. 2 czerwca 2018 – Lexington, Kentucky, USA – Rupp Arena
85. 5 czerwca 2018 – Baltimore, Maryland, USA – Royal Farms Arena
86. 7 czerwca 2018 – Grand Rapids, Michigan, USA – Van Andel Arena
87. 8 czerwca 2018 – Toledo, Ohio, USA – Huntington Center
88. 9 czerwca 2018 – Toledo, Ohio, USA – Huntington Center
89. 12 czerwca 2018 – Hershey, Pensylwania, USA – Giant Center
90. 14 czerwca 2018 – Uniondale, Nowy Jork, USA – Nassau Veterans Memorial Coliseum
91. 15 czerwca 2018 – Uncasville, Connecticut, USA – Mohegan Sun Arena
92. 16 czerwca 2018 – Manchester, New Hampshire, USA – SNHU Arena
93. 18 czerwca 2018 – Hamilton, Kanada – FirstOntario Centre
94. 19 czerwca 2018 – London, Kanada – Budweiser Gardens
95. 22 czerwca 2018 – Raleigh, Karolina Północna, USA – PNC Arena
96. 23 czerwca 2018 – Duluth, Georgia, USA – Inifinite Energy Arena
97. 26 czerwca 2018 – Bossier City, Luizjana, USA – CenturyLink Center
98. 29 czerwca 2018 – Springfield, Missouri, USA – JQH Arena
99. 30 czerwca 2018 – Des Moines, Iowa, USA – Wells Fargo Arena
100. 6 lipca 2018 – Green Bay, Wisconsin, USA – Resch Center
101. 7 lipca 2018 – Minneapolis, Minnesota, USA – Target Center
102. 8 lipca 2018 – Sioux Falls, Dakota Południowa, USA – Denny Sanford Premier Center
103. 10 lipca 2018 – Grand Forks, Dakota Północna, USA – Ralph Engelstad Arena
104. 13 lipca 2018 – Seattle, Waszyngton, USA – KeyArena
105. 14 lipca 2018 – Eugene, Oregon, USA – Matthew Knight Arena
106. 18 lipca 2018 – Salt Lake City, Utah, USA – Vivint Smart Home Arena
107. 20 lipca 2018 – Phoenix, Arizona, USA – Talking Stick Resort Arena
108. 21 lipca 2018 – Los Angeles, Kalifornia, USA – Staples Center
109. 22 lipca 2018 – Sacramento, Kalifornia, USA – Golden 1 Center
110. 24 lipca 2018 – Paso Robles, Kalifornia, USA – Mid State Fair